# Gregory Page
Gregory R. "Greg" Page, född 1952, är en amerikansk företagsledare som är styrelseordförande för det globala konglomeratet Cargill, Inc. sedan 2007.
Han avlade en kandidatexamen i företagsekonomi vid University of North Dakota.
Hans karriär inom Cargill började 1974 som en trainee och jobbade upp sig till 2000, när han blev både president och COO samt att han blev invald i koncernstyrelsen. Den 6 februari 2007 meddelade Cargill att Page skulle bli efterträdaren till den avgående presidenten och vd:n Warren R. Staley. Han tillträdde positionerna den 1 juni samma år. Den 11 september 2007 blev han utsedd till ny styrelseordförande för koncernen. Under 2011 meddelade Page koncernstyrelsen att han hade inte som avsikt att vara på de ledande chefspositionerna till 65 års ålder, den obligatoriska pensionsåldern inom företaget, och blev ersatt på president-posten med David W. MacLennan den 8 juni samma år. Den 11 september 2013 blev det offentligt att han skulle sluta som vd och fortsätta enbart att vara styrelseordförande för Cargill. Han blev ersatt igen av MacLennan den 1 december.